# Нугатсиак
Нугатсиак (гренл. Nuugaatsiaq, старая орфография Nûgâtsiaq) — поселение в коммуне Каасуитсуп, в северо-западной Гренландии. Расположен на южном побережье острова Sisikavsak, рядом с полуостровом Нуавик, Уманак-фьорд. Население острова 84 человека на 2010 год.
Деревня была основана охотниками на тюленей. В настоящее время основной промысел рыбалка на чёрного палтуса. В деревне имеется школа, магазин и почтовое отделение.

## Транспорт
Air Greenland обслуживает деревню в рамках государственного контракта. Осуществляются полёты вертолётов из Нугатсиака в Иллорсуит и Уманак.